# Матеріалознавство

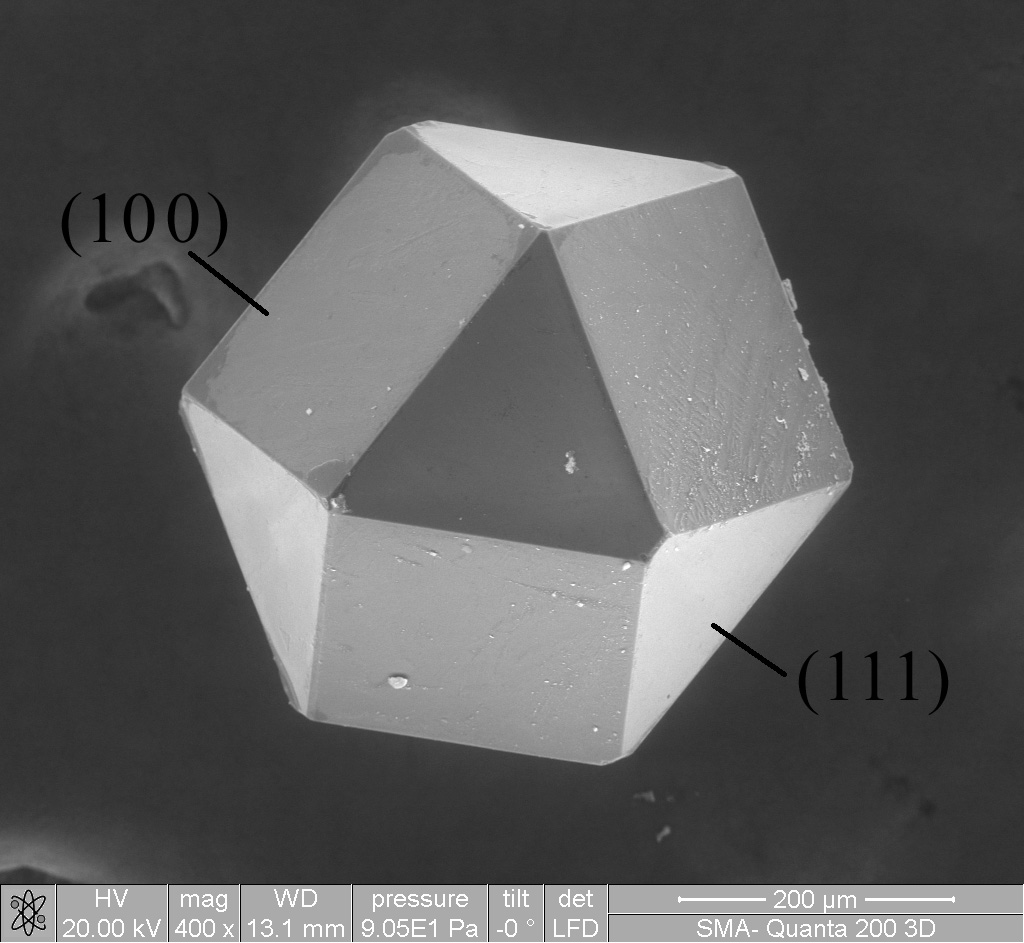
Зображення кристала синтетичного алмазу, отримане з використанням сканувального електронного мікроскопа

Матеріалозна́вство (англ. materials science) — міждисциплінарна галузь науки, що вивчає залежність між складом, структурою та властивостями матеріалів у взаємозв'язку з технологією їхнього отримання та перероблення, умовами експлуатації та вартістю, і яка спрямована на створення нових матеріалів, що задовольняли б потреби людини.
Завдання, які вирішуються сучасним матеріалознавством, значною мірою обумовлюють розвиток енергетики, електроніки, інформаційних та нанотехнологій, хімічної, аерокосмічної та інших галузей промисловості, транспорту, медицини, біомедичної інженерії та охорони здоров'я.
Хоча вивчати корисні властивості матеріалів люди почали здавна, але як науку матеріалознавство сформовано в середині XX століття, коли вже було завершено створення власного базису фізики, хімії та механіки, а також визначено поняття «структура матеріалу» в широкому діапазоні — від атомарного (завдяки відкриттю дифракції рентґенівського випромінювання й електронної мікроскопії) до макроскопічного. Нині матеріалознавство відносять до категорії меганаук, тобто до широкого напряму діяльності людей, що визначає стійкий та безперервний прогрес цивілізації.

## Основні поняття
Під загальним терміном «матеріали» в матеріалознавстві зазвичай мають на увазі прості або складні речовини, їх суміші, гетерогенні композиції, що мають певний хімічний і фазовий склад, структуру та сукупність корисних властивостей. Матеріалом також називають продукт усвідомленого технологічного оброблення природної або синтетичної сировини з метою досягнення заданого комплексу властивостей та експлуатаційних характеристик у відповідних умовах. Переважно це тверді та рідкі конденсовані фази.
Технологія отримання матеріалу — вміння цілеспрямовано створювати матеріальні об'єкти з наперед заданими хімічним і фазовим складом, розмірами, структурою та властивостями. Без цього не можливе існування виробництва. Ті чи інші матеріали в людському житті потрібні повсюдно, їх вибирають усвідомлено, на основі знань для: будівництва й експлуатації житла, воєнних цілей, створення предметів побуту, для вирощування, оброблення й зберігання врожаю, створення засобів виробництва, транспортування та комунікацій, дослідження природи, а також створення нових матеріалів.

## Історична довідка

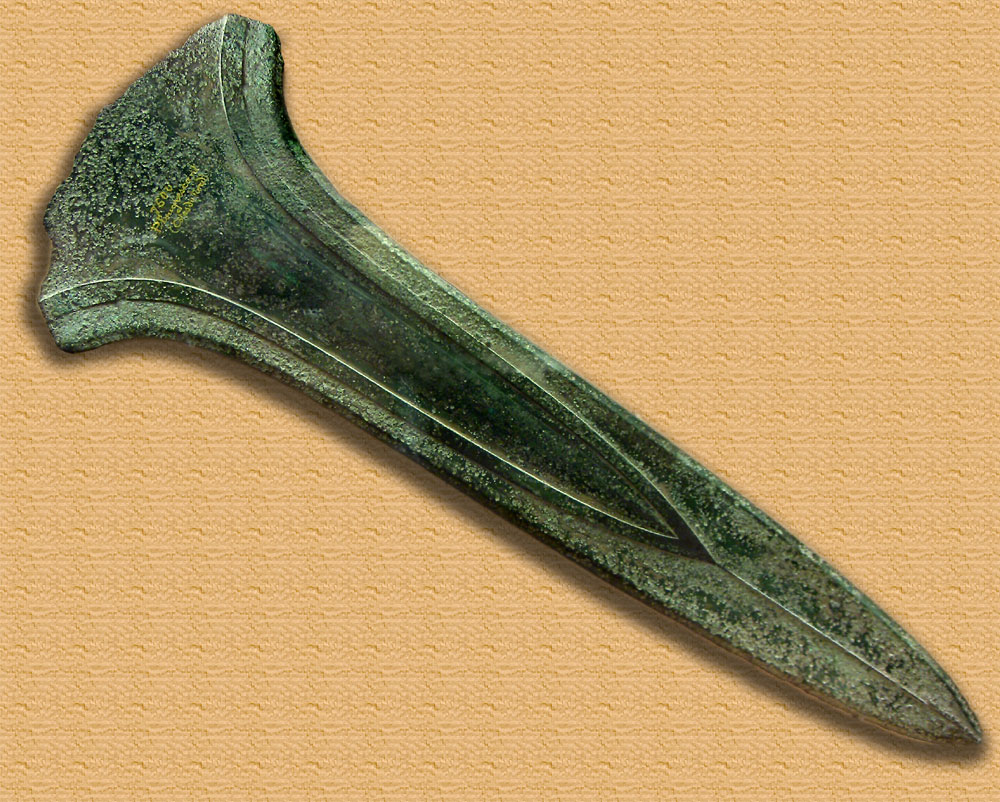
Лезо меча з часів пізньої бронзової доби

Ранні етапи розвитку цивілізації отримали назви, пов'язані з видом матеріалу, що найбільше використовувався людиною (кам'яна, бронзова, залізна доба).
Камінь як матеріал для виготовлення найпростіших знарядь праці та зброї почали використовувати понад 300 тис. років тому, виробництво керамічних матеріалів (виробів з випаленої глини) виникло близько 30 тис. років тому. До періоду неоліту належать перші спроби обробки (у 8-тисячолітті до н. е. було освоєне декоративне кування та карбування самородної міді) та плавки металів (приблизно у 5-му тисячолітті до н. е. навчились виплавляти мідь з малахіту та азуриту й виливати предмети різноманітної форми, у 35 столітті до н. е. почали виплавляти залізо, придатне до використання з декоративною метою). Приблизно у 3-му тисячолітті до н. е. увійшов у вжиток перший відомий металевий сплав — бронза. У 9–7 ст. до н. е. винайдено спосіб виробництва сталі і приблизно у 3 ст. до н. е. розроблена технологія розливання сталі у виливниці, що поклало початок сучасної металургії.
Другий після кераміки неметалевий матеріал — скло отримано приблизно у 4-му тисячолітті до н. е., склодувне виробництво виникло у 1-му ст. до н. е. В античний період та у середні віки розвиток матеріалознавства зводився в основному до створення конструкційних та будівельних матеріалів. У цей період розвивається також виробництво порцеляни, природних барвників, природних клеїв, кришталю тощо.
Важливий прорив у становленні наукових основ матеріалознавства зробили:
- відкриття Д. Менделєєвим періодичного закону, на основі якого стало можливим зв'язати властивості простих і складних речовин з характеристиками атомів, що їх утворюють;
- викладення Дж. Гіббзом загальної теорії термодинамічної рівноваги і методу термодинамічних потенціалів, що дозволило визначати напрям перебігу хімічних реакцій та умови рівноваги для сумішей будь-якої складності;
- розроблення у 1913 році Н. Бором першої квантової теорії атома, яка дозволила зрозуміти фізичну природу періодичності властивостей хімічних елементів та їх сполук.

Суттєвому прогресу матеріалознавства сприяв розвиток методів дослідження та характеризування матеріалів.
Основними методами дослідження складу та будови об'ємних матеріалів стали рентгенівські дифракційні методи (рентгенографія матеріалів), методи термічного аналізу і калориметрія, хімічні методи аналізу і хроматографія. Для дослідження поверхонь матеріалів і нанорозмірних об'єктів використовують спектроскопічні методи (фотоелектронну спектроскопію, оже-спектроскопію, комбінаційне розсіяння світла тощо), сканувальну та просвітлювальну електронну мікроскопію, мікрозондовий аналіз, мас-спектроскопію вторинних іонів.
Для контролю технологічних властивостей використовуються методи випробувань матеріалів.

## Предмет, мета, завдання та базисні дисципліни матеріалознавства
Предметом матеріалознавства є встановлення закономірностей взаємозв'язків у системі «склад — структура (електронна, атомна, нано-, мезо-, мікро-, макро-) — технологія отримання та переробки — функціональні (механічні, термічні, електричні, магнітні, оптичні та ін.) властивості» матеріалу, а також цілеспрямоване удосконалення властивостей уже відомих та створення нових матеріалів із заданими властивостями.
Мета дисципліни — пізнання властивостей матеріалів в залежності від складу і виду обробки, методів їх зміцнення для найефективнішого використання в техніці, а також створення матеріалів з наперед заданими властивостями: з високою міцністю чи пластичністю, з доброю електропровідністю, великим електричним опором або спеціальними магнітними властивостями, а також, поєднання різних властивостей в одному матеріалі (композиційні матеріали).
Головним завданням цієї дисципліни є набуття знань та навичок по оцінюванню властивостей матеріалів, раціональному і доцільному вибору їх для конкретних умов роботи, вміння застосовувати ефективні технологічні методи обробки та зміцнення, які б привели до здешевлення виробів, зниження матеріаломісткості з одночасним збільшенням терміну експлуатації.
Основоположною рисою сучасного матеріалознавства є його міждисциплінарність, бо завдання, що стоять перед ним, не можуть бути вирішені в рамках однієї наукової дисципліни. Фундаментом сучасного матеріалознавства є такі розділи фізики, хімії та біології:
- статистична фізика, термодинаміка і термокінетика (основні об'єкти розгляду — діаграми стану, твердофазові перетворення, стабільність матеріалів при експлуатації);
- фізика твердого тіла і квантова механіка (електричні, теплові, магнітні, хімічні, структурні та оптичні властивості матеріалів, дифракційні методи дослідження матеріалів);
- механіка (взаємозв'язок мікроструктури і механічної поведінки матеріалів, реологія, трибологія, поведінка потоків рідин та ансамблів частинок);
- хімія твердого тіла (теорія хімічного зв'язку, кристалічна структура, точкові та протяжні дефекти, склад матеріалів, методи їх синтезу);
- колоїдна хімія і хімія полімерів (полімери і пластмаси, рідкі кристали та колоїдні розчини, нанооб'єкти);
- інтеграція матеріалів у біологічні системи та їх використання у медицині.

Світова тенденція розвитку матеріалів спрямована на їхнє ускладнення та набуття ними багатофункціональності шляхом створення композиційних матеріалів (литі композиційні матеріали, теплозахисні ерозійностійкі композиційні матеріали, товстоплівкові композиційні матеріали тощо).

## Класифікація матеріалів
В основу загальної класифікації матеріалів покладене їхнє розділення за походженням на природні і штучні. До перших, зазвичай, належать як неорганічні (наприклад, глини, мінерали), так і органічні (деревина, папір, шкіра, природні волокна тощо) матеріали.
За агрегатним станом матеріали поділяють на газоподібні (наприклад, пароводяні чи газові теплоносії, топкові гази тощо), рідинні (лакофарбові матеріали, мастильні матеріали) і тверді. Тверді матеріали — найчисельніша група — можуть бути як кристалічними (наприклад, оптичні матеріали, метали тощо), так і аморфними (синтетичні смоли, скло, пластмаси); більшість твердих матеріалів є багатокомпонентними і багатофазовими.
До нетрадиційних у матеріалознавстві належить класифікація за типом хімічного зв'язку, що домінує у матеріалі або визначає його властивості: ковалентні, металічні, іонні, Ван дер Ваальсові, водневі тощо.
Серед найпоширеніших матеріалів — метали та сплави, зокрема, залізовуглецеві сплави (сталі й чавуни), феросплави, сплави алюмінію, золота, магнію, міді, молібдену, нікелю, кобальту, титану, хрому, цирконію тощо.
За призначенням і корисними властивостями виділяють: інструментальні матеріали (абразиви, інструментальні сталі, тверді сплави, надтверді матеріали), триботехнічні матеріали (антифрикційні, фрикційні, зносостійкі), будівельні матеріали, зварювальні матеріали,  інгібітори корозії та інгібовані матеріали, розумні (інтелектуальні, функціональні) матеріали, конструкційні матеріали, лакофарбові матеріали, легкоплавкі матеріали, люмінофори, магнітні матеріали, магнітоелектричні матеріали, матеріали градієнтні, матеріали електретні, матеріали електроізоляційні, матеріали електропровідні, матеріали емісійні, метаматеріали, надпровідники, напівпровідники (зокрема й магніторозчинені напівпровідники), надлегкі матеріали, наплавлювальні матеріали, немагнітні матеріали, оптичні матеріали, п'єзоелектричні та сегнетоелектричні матеріали, піроактивні матеріали, радіаційностійкі матеріали, радіопрозорі матеріали, резистивні матеріали, твердоелектролітні матеріали, термоелектричні матеріали.

## Склад і структура матеріалу

Структура твердого матеріалу відповідно до масштабної шкали (зліва направо): макроскопічна, мікроскопічна, наноскопічна. Кристалічна речовина (вгорі) і полімер (внизу)

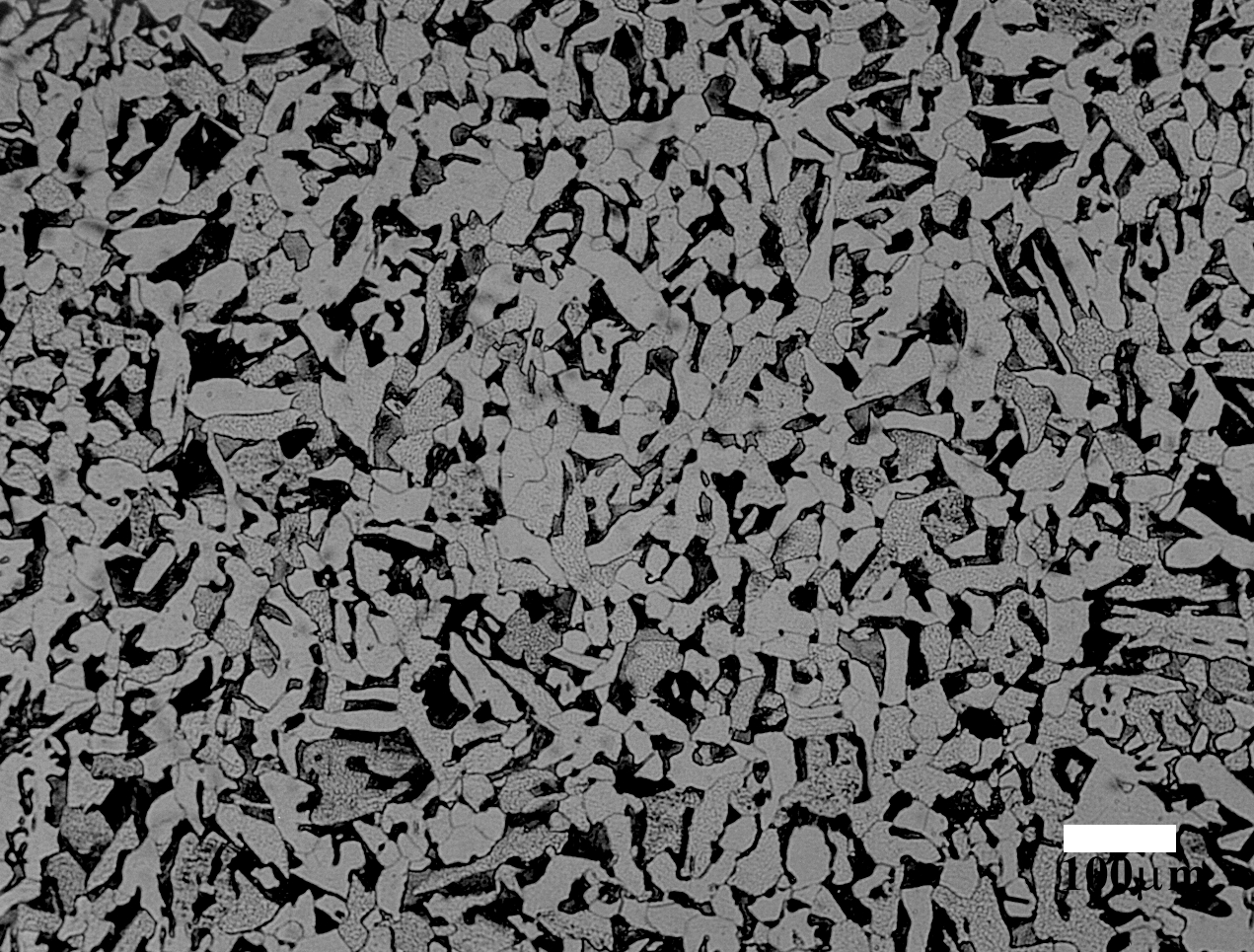
Мікроструктура вуглецевої сталі з фериту (світло-сірий колір) та перліту (темний колір)

У матеріалознавстві розглядається хімічний і фазовий склад матеріалу. Хімічний склад визначають за сукупністю хімічних елементів матеріалу. Є основні (фазоутворюючі) елементи й елементи-домішки. Фази формують фазовий склад матеріалу, а кожну фазу представлено елементом структури (зерно, шар, включення тощо) і відповідною міжфазною границею. За хімічним складом і за розподілом фаз виділяють 4 типи структур: однофазні, статистичні багатофазні з ідентичними і неідентичними поверхнями розділу та матричні багатофазні. За морфологією елементів структури виокремлюють з пластинчастим, стовбчастим і тривимірними типами включень. Домішки розчинені в малих концентраціях і розподіляються переважно хаотично в об'ємі фаз і на міжфазних границях (зокрема, сегрегації). Вони можуть впливати на властивості матеріалів, як позитивно, так і негативно. Найрозповсюдженішими є одно- і багатофазні матричні та статистичні об'єкти, стовбчасті і багатошарові (переважно в плівках) структури.
Структура матеріалу — фундаментальна просторова характеристика матеріалу та складається з елементів структури, властивих певному просторовому масштабу. Матеріалознавство оперує електронною, атомно-молекулярною, макромолекулярною (кластерною), мікро-, мезо- і макроструктурами.
Електронна структура матеріалу важлива для характеристики хімічного зв'язку, зонної структури та залежних від неї властивостей: електричних, магнітних, оптичних, квантових тощо. Електронна структура твердих тіл відображається у вигляді спектрів, тому вона поєднана з атомно-молекулярною структурою в одному масштабному діапазоні (0,1…1,0 нм). Атомно-молекулярна структура дозволяє розуміти, чи матеріал є кристалічним, чи аморфним (металеві аморфні сплави, неметалеві аморфні й аморфно-кристалічні матеріали) і ввести поняття дефектів кристалічної ґратки (точкових, лінійних, планарних, об'ємних, домішкових, сегрегаційних та ін.), що також є елементами структури.
Макромолекулярний, або кластерний, масштаб структури розглядає об'єкти і явища (властивості) в масштабі розмірів 1…5 нм. У такому масштабі не завжди мають місце колективні явища, наприклад, поверхневий натяг чи феромагнетизм.
Мікро-, або зеренно-гетерофазна, структура (5…1000 нм) дозволяє визначити геометричні розміри та морфологію елементів мікроструктури і колективні явища: зерен, пор, включень, доменів, їхню просторову орієнтацію, анізотропію, текстуру тощо.
Мезоструктура (50 нм…1000 мкм) характеризує сукупності елементів мікроструктури та їхню взаємодію в більшому масштабі, ніж мікроструктура.
Макроструктура (понад 1000 мкм) матеріалу, що спостерігається неозброєним оком, дозволяє описати макродефекти й ушкодження, макроскопічні неоднорідності матеріалів і виробів до і після оброблення.
Для дослідження структури в різних масштабах науковці розробили та використовують численні методи: дифракцію рентґенівських променів, електронів або нейтронів, різні форми хімічного аналізу, рентгенівську і енергодисперсійну спектроскопії, аналіз зображень з оптичних, електронних, атомно-силових мікроскопів тощо. Вимірювання розмірів структурних складових матеріалів здійснюють методами електронної мікроскопії за допомогою зображень прямого/зворотного розрізнення та наступним комп'ютерним обробленням результатів вимірювання для масивів, що містять 1000 і більше структур. елементів (наприклад, частинок, зерен). Під час вимірювання розмірів частинок, зерен, включень або пор прийнято оцінювати наступні параметри: середній діаметр за їхнім числом, середній або медіанний лінійний діаметр, діаметр еквівалентної окружності, середній діаметр за об'ємом, дисперсію цих характеристик. У багатьох випадках розподіл частинок, зерен за розміром має нормальний або логарифмічно-нормальний характер.
Найчутливішими до змін у ланцюзі структура–властивості є наноструктурні матеріали (нанодисперсні, нанокристалічні, нанопористі матеріали), що існують в діапазоні розмірів 1…100 нм. У багатьох матеріалах атоми, молекули, кластери, частинки збираються разом, утворюючи нанорозмірні об'єкти, головною особливістю яких є аномально високий вплив вільної поверхні або поверхонь розділу на властивості порівняно зі звичайними матеріалами. Саме ця особливість обумовлює багато цікавих термічних, кінетичних, електричних, магнітних, оптичних та механічних властивостей та їхніх комбінацій, притаманних наноструктурним матеріалам. Цей розділ матеріалознавства називають наноструктурним матеріалознавством.

## Властивості матеріалу
Матеріалознавство використовує широкий інструментарій дослідження властивостей матеріалів, виробів, конструкцій.
Властивості відображають реакцію матеріалу на дію зовнішніх факторів та довкілля, за фізичними, хімічними, біомедичними і технологічними характеристиками бувають структурно-чутливими та нечутливими. Механічні властивості визначають шляхом навантажування стандартних зразків у полі механічних сил, магнітні — під впливом магнітного поля, оптичні — внаслідок пропускання світла. Кількісні характеристики використовують як параметри для взаємного порівняння матеріалів. Властивості можуть бути постійними або з функцією незалежних змінних параметрів, таких, як напруга, температура, тиск. Вони залежать від напрямку в матеріалі, в якому їх вимірюють, тобто демонструють анізотропію та текстуру. Властивості матеріалів, що стосуються 2-х різних фізичних явищ, часто мають лінійну (або приблизно лінійну) залежність в заданому робочому діапазоні. Цю залежність розглядають як усталену для цього діапазону. Лінеаризації дають змогу значно спростити форму запису диференціальних визначальних рівнянь, що описують відповідні властивості.

## Сучасний стан науки
Історично склалось так, що до середини XX ст. у науковому світі поняття «матеріалознавство» повністю асоціювалось з поняттям «металознавство». Починаючи з 1960-х років ця галузь науки суттєво розширилась і включає значно ширший спектр досліджуваних матеріалів, у тому числі метали та їх сплави, що зберегли свою провідну роль як конструкційні матеріали, кераміку, полімерні матеріали, композиційні матеріали, скло, напівпровідникові матеріали, магнітні матеріали, біоматеріали, органічні матеріали.

### Металургія та металознавство

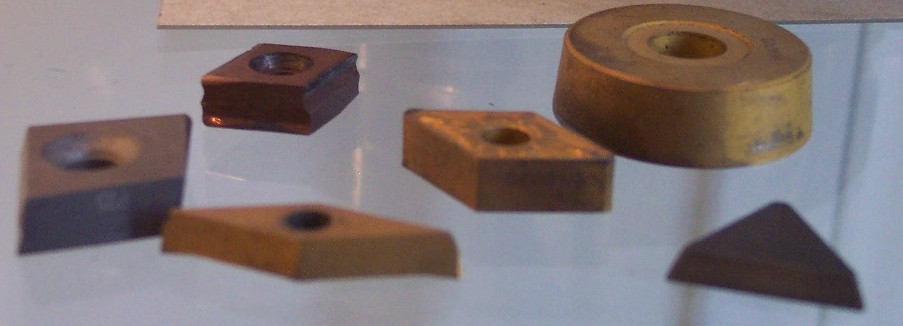
Твердосплавні пластинки для різального інструменту, виготовлені методами порошкової металургії

До головних напрямів розвитку металургії та металознавства, як її наукового базису, на сучасному етапі належать:
- удосконалення технологій отримання металів та виробів з них (безперервне розливання сталі, електрометалургійні технології, направлена кристалізація, модифікування поверхні сталі лазерним обробленням, плазмохімічне легування, іонна імплантація поверхні, порошкова металургія тощо);
- підвищення міцності, зносостійкості та корозійної тривкості сталей при високих тисках і температурах;
- створення комплексно-легованих сплавів з мінімальним вмістом дефіцитних металів та дешевих жаротривких сплавів на основі алюмінатів заліза і нікелю;
- отримання нових металевих матеріалів (надчисті метали, аморфні магнітні сплави, корозіє тривкі біологічно сумісні сплави, сплави з пам'яттю форми тощо).

### Створення та використання полімерних матеріалів
Важливими показниками науково-технічного прогресу у багатьох галузях є рівень і темпи зростання виробництва та використання полімерних матеріалів, їх номенклатура та якість. Становлення науки про полімери тісно пов'язане з прикладними аспектами їх використання. Дослідження, які проводились у середині XIX ст. були в основному спрямовані на модифікування природних полімерів з метою надання їм потрібних властивостей за рахунок хімічних реакції природних речовин з низькомолекулярними сполуками; найважливішими досягненнями у цьому напрямі є відкриття вулканізації натурального каучуку у 1839 році Ч. Гуд'їром (США) та у 1843 Т. Генкоком (Велика Британія) та отримання на початку 1830-х років нітроцелюлози (згодом волокна і пластмаси на її основі). Наукові уявлення про будову полімерів виникли після створення О. М. Бутлеровим теорії хімічної будови, яка лежить в основі сучасної органічної хімії та отримали розвиток у фундаментальних працях Г.Шаудінгера.
Після синтезу у 1908 році твердої термореактивної смоли (американський хімік Л. Бакеланд), а у 1938—1939 — нейлону (Воллес Карозерс) розпочався революційний прорив у полімерному матеріалознавстві. Дослідження К. Ціглера і Дж. Натти (відкриття у 1954-му металокомплексного каталізу) мали не лише видатне наукове значення, але й привели до нового і простого шляху отримання одного з найважливіших промислових полімерів — поліетилену та синтезу стереорегулярних полі-α-олефінів, зокрема поліпропілену.
Застосування полімерних матеріалів дозволяє суттєво знизити металомісткість і вагу конструкційних матеріалів, що використовуються у машинобудування та будівництві. Серед конструкційних пластмас слід назвати поліаміди, полікарбонати, поліфеніленоксиди, поліакрилати та ін. Найперспективнішим напрямом розвитку є розробка термостійких (до 500 °C) полімерів, термопластичних зносостійких поліуретанів з високим модулем еластичності, біополімерів та полімерних сплавів для потреб медицини, рідиннокристалічних сегнетополімерів та плівкових полімерів з уніполярною іонною провідністю для мікроелектроніки, високоселектривних і продуктивних полімерних мембран для розділенні рідинних і газоподібних середовищ тощо.

### Керамічне матеріалознавство

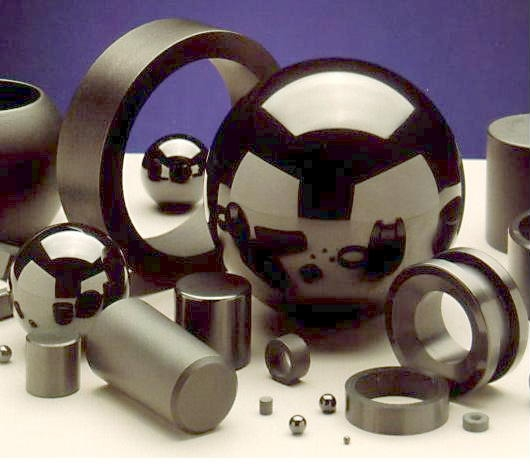
Деталі підшипникових вузлів, виконані з кераміки Si3N4

Одне з провідних місць серед конструкційних матеріалів займає кераміка. Багатоманітність керамічних матеріалів включає у собі будь-які полікристалічні матеріали, отримані спіканням неметалевих порошків природного або штучного походження. Керамічні матеріали здатні функціювати у ширшому, ніж інші матеріали, інтервалі температур. Зазвичай кераміка є крихким матеріалом та має принципово інший, порівняно з металами, механізм руйнування, у якому визначальна роль належить виникненню та поширенню мікротріщин. Тому успіхи розвитку конструкційних керамічних матеріалів тісно пов'язані з удосконаленням теорії крихкого руйнування.
Керамічні матеріали умовно поділяють на два класи — конструкційні (будівельна кераміка, технічна кераміка) та функціональні (діелектрики, п'єзоелектрики, сегнетоелектрики, піроелектрики, магнітна кераміка, надпровідники, оптично прозора кераміка тощо). І якщо перший клас має багатовікову історію розвитку, до другий виник та інтенсивно розвивається з другої половини XX століття. Значний внесок у дослідження та створення керамічних матеріалів зробили німецький фізикохімік К. Вагнер, американські вчені В.Д.Кінгері, Р.Рой, Дж.Гуденаф.
До актуальних задач керамічного матеріалознавства слід віднести отримання надпластичної кераміки і конструкційної кераміки для двигунів внутрішнього згоряння й турбін, кераміки для різального інструменту на основі оксидів, нітридів та карбідів, радіаційнотривкої кераміки для нейтронного захисту ядерних реакторів, керамічних волокон та пін з простих та складних оксидів для високотемпературної ізоляції, біокераміки на основі гідроксіапатиту для заміни та відновлення пошкоджених суглобів, нових функційних керамічних матеріалів.

### Композиційні матеріали

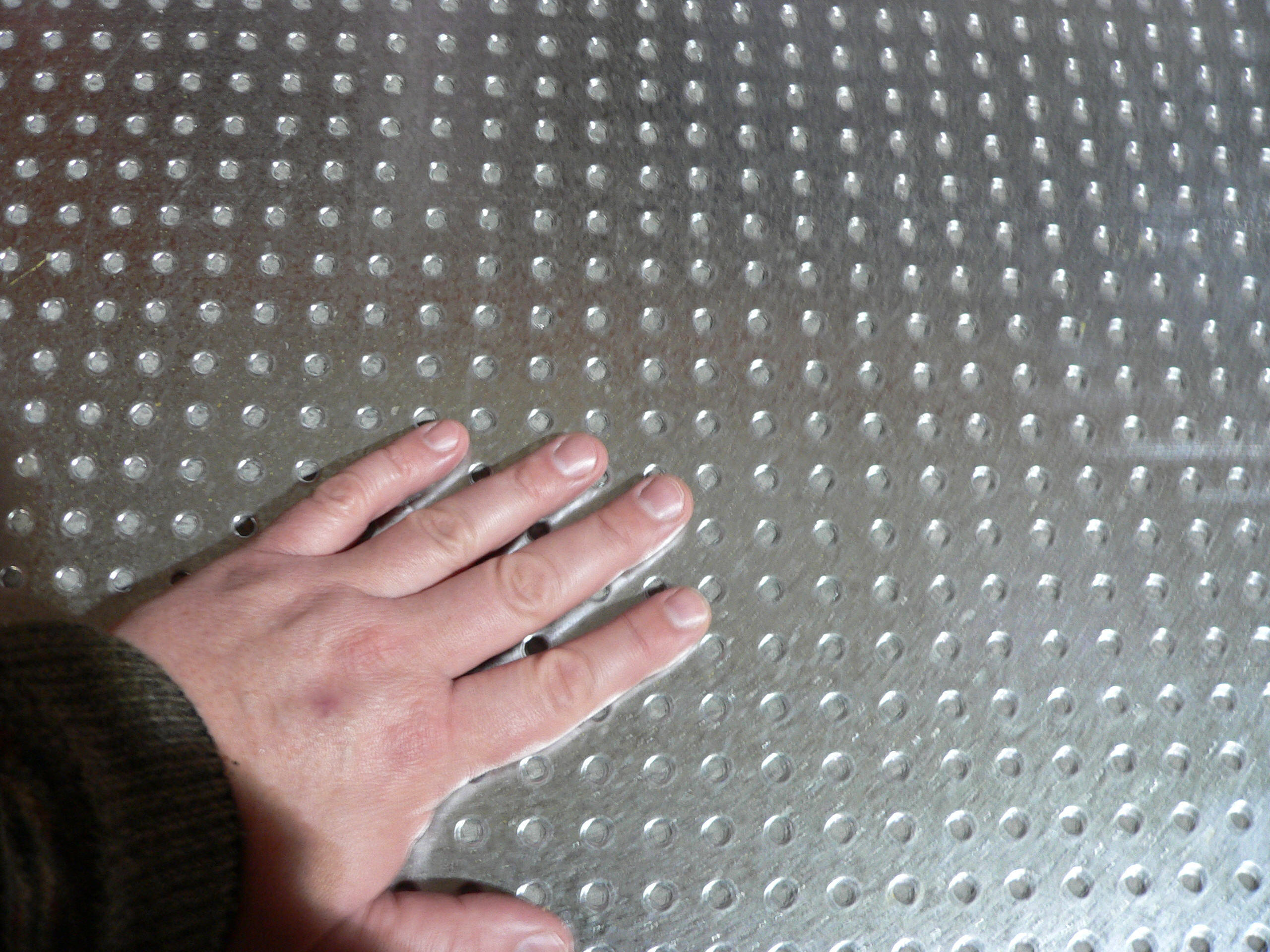
Керамо-сталева ізоляційна плита

Ступінь розвитку авіаційної та космічної техніки, транспорту, будівництва тощо визначається рівнем використання композиційних матеріалів. Композити є гетерогенними системами, що складаються з двох або більшої кількості фаз, що мають різну фізико-хімічну природу, для такої системи характерною є наявність розвинутої системи внутрішніх поверхонь розділення, градієнтів концентрацій і внутрішніх напружень.
Серед напрямків, що найбільше розвиваються слід відзначити розроблення:
- армованих ниткоподібними монокристалічними волокнами конструкційних металевих матеріалів;
- надпластичних композитів на основі алюмінію, зміцненого ультрадисперсним карбідом кремнію;
- кераміки, зміцненої волокнами для дизельних двигунів;
- хімічно стійкої склокераміки, зміцненої діоксидом цирконію;
- гнучких п'єзоелектричних композитів на полімерній основі;
- полімерних композиційних матеріалів на основі карбонових волокон, поліімідів тощо.

### Розвиток наноструктурного матеріалознавства
Розвиток енергетики, електроніки, машинобудування, медицини, вирішення проблем екології на сучасному етапі пов'язують із застосуванням наноматеріалів. До наноматеріалів належать матеріали з розміром частинок, що не перевищує (в одному або декількох вимірах) 100 нм, і які проявляють (в силу квантово-розмірного ефекту) принципово відмінні від об'ємних матеріалів фізико-хімічні властивості. Це відкриває перспективи створення нових поколінь матеріалів: термо- і корозієтривких нанопокриттів, акумуляторів, високоселективних мембран, сенсорів, металокомплексних низькорозмірних каталізаторів, фотокаталізаторів, засобів цільового доставляння ліків та діагностики, магнітних матеріалів та багато інших.

### Нобелівські лауреати
Серед нобелівських лауреатів з фізики, які сприяли становленню матеріалознавства як науки є:
- Макс фон Лауе (німецький науковець; 1914, відкриття дифракції рентгенівських променів на кристалах);
- Вільям Генрі Брегг та його син Вільям Лоренс (британські науковці; 1915, дослідження структури кристалів за допомогою рентгенівських променів);
- Ш.-Е. Ґійом (швейцарсько-французький фізик; 1920, відкриття сплавів з аномальною поведінкою коефіцієнта теплового розширення — інвару й елінвару);
- О. Річардсон (британський вчений; 1928, вивчення термоемісійних властивостей матеріалів);
- К. Девіссон і Д. Томсон (американський і британський науковці; 1937, експериментальне відкриття дифракції електронів на кристалах);
- В.-Б. Шоклі, Дж. Бардін, В.-Г. Браттейн (американські фізики; 1956, відкриття транзистор. ефекту в напівпровідниках);
- М. Басов, О. Прохоров (радянські фізики), Ч.-Г. Таунс (американський фізик; 1964, створення випромінювачів квантової електроніки);
- Л.-Е. Неель (французький науковець; 1970, відкриття переходів антиферомагнетиків до феромагнетиків);
- Дж. Бардін, Л.-Н. Купер, Дж.-Р. Шіффер (американські фізики; 1972, створення теорії надпровідності);
- Г. Беднорц (німецький фізик), К. А. Мюллер (швейцарський фізик; 1987, відкриття надпровідності у керамічних матеріалах);
- Ж. Алфьоров (російський фізик), Г. Кремер (німецький фізик), Дж. Кілбі (американський фізик; 2000, створення напівпровідникових гетероструктур);
- П.-А. Грюнберг (німецький науковець), А. Ферт (французький вчений; 2007, відкриття ефекту гігантського магнетоопору);
- А. Гейм, К. Новосьолов (російсько-британські фізики; 2010, дослідження двовимірного матеріалу графену).

У 2011 ізраїльський учений Д. Шехтман за відкриття квазікристалів отримав Нобелівську премію з хімії.

## Додаткова література

### Книги
- Серія книг Springer Series in Materials Science (Springer, 2006-2023+)
- Серія книг Series in Materials Science and Engineering (Routledge, 2001-2023+)
- Серія книг Oxford Series on Materials Modelling (Oxford University Press, 2003-2023+)
- Серія книг Materials Science Monographs (Elsevier)

### Журнали
- Nature Reviews Materials (сайт, Nature Portfolio)
- Nature Materials (Nature Portfolio)
- Advanced Materials (Wiley-Blackwell)
- Chemistry of Materials (сайт, American Chemical Society)
- Advanced Functional Materials (сайт, Wiley-Blackwell)
- Advanced Energy Materials (Wiley-Blackwell)
- Materials Today (Elsevier)
- Progress in Materials Science (Elsevier)
- Journal of Materials Science (Springer)